# Кониково
Кониково (грч. Δυτικό, Дитико) је насељено место у општини Пела у периферији Средишња Македонија, Грчка. Према попису из 2021. године било је 387 становника.
Према бугарском географу и историчару, Василу Канчову, у Коникову је 1900. године живело 170 Словена хришћана. Године 1924. словенско становништво је принудно исељено у Бугарску (121 особа), око 15 породица у Горњем Водену (Асеновград) и Пловдиву. На њихово место су насељене грчке избеглице, којих је на попису из 1928. године било 363.